# Gorges de la Loire
Les gorges de la Loire sont deux secteurs de la vallée du fleuve français Loire, dans le département du même nom. L'un se trouve à l'amont de la plaine (Villerest) et jusqu'à Neulise et Balbigny ; l'autre étant la réserve naturelle régionale Saint-Étienne - Gorges de la Loire. Elles sont caractérisées par des massifs granitiques et des roches sédimentaires.
Cependant, le terme est aussi utilisé pour désigner la vallée encaissée de la Loire entre Le Puy et Aurec.
Les constructions du barrage Grangent de 1955 et 1957 puis du barrage de Villerest de 1978 à 1984 ont ennoyé la partie basse des gorges.

### Lieux et monuments
- Lac de Villerest
- Barrage de Villerest
- Barrage de Grangent
- Loire
- Château de La Roche